# کوجی موروفوشی
کوجی موروفوشی (انگلیسی: Koji Murofushi؛ زادهٔ ۸ اکتبر ۱۹۷۴) ورزشکار دو و میدانی در رشته پرتاب چکش، اهل ژاپن است. وی در مسابقات کشوری و بین‌المللی در مجموع برندهٔ ۴ مدال طلا، ۲ مدال نقره، ۲ مدال برنز شده‌است.